# See You Later
See You Later es el undécimo álbum del compositor griego de música electrónica Vangelis. Publicado en 1980 por Polydor Records se trata de un álbum conceptual que destaca por la inclusión de la canción «Memories Of Green» también presente en la banda sonora de Blade Runner.

## Producción
Grabado en los estudios Nemo de Londres el álbum temáticamente ha sido interpretado como una sátira hacia la hipocresía en la sociedad contemporánea donde se otorga gran importancia a la apariencia y al deseo de impresionar.
Durante el proceso de producción, debido a reclamaciones de derechos de autor, tuvo que modificarse el plan inicial: tres canciones previstas en el listado original, «Fertilization», «My Love» y «Neighbours Above», procedentes de las sesiones de grabación tuvieron que ser retiradas del álbum y el orden de los temas sufrió modificaciones. Debido a estas circunstancias se incluyó una sexta canción, que da título al álbum, para completar el listado previsto.
El cantante de Yes y habitual colaborador de Vangelis, Jon Anderson, participa vocalmente de los extensos temas «Suffocation» y «See You Later», los cuales ocupan el lado B en su totalidad.
El álbum ha sido reeditado en numerosas ocasiones y remasterizado. Además de la utilización de «Memories Of Green» en la banda sonora de Blade Runner el tema «Multi-Track Suggestion» se empleó en 1981 en la publicidad televisiva de ANTEL la empresa estatal de comunicaciones de Uruguay.

## Lista de temas
Todas las canciones compuestas, interpretadas y producidas por Vangelis
Lado A
1. «I Can't Take It Anymore» – 5:39
2. «Multi-Track Suggestion» – 5:32
3. «Memories Of Green» – 5:45
4. «Not A Bit – All Of It» 2:55

Lado B
1. «Suffocation» – 9:25
2. «See You Later» – 10:22

## Personal
- Vangelis - sintetizadores, piano eléctrico, grand piano, caja de ritmos Roland CR-5000, voces en «Not A Bit – All Of It», composición, interpretación y producción
- Silver Kolouris - guitarra
- Michel Ripoche - violin en «Not A Bit – All Of It»
- Cherry Vanilla - voces en «Not A Bit – All Of It»
- Andrew Hoy - voces en «Not A Bit – All Of It»
- Cori Josias - voces
- Jon Anderson - voces en «Suffocation» y «See You Later»
- Maurizio Arcieri & Christina Moser (Krisma duo) - voces en «Suffocation»
- Peter Marsh - voces en «I Can't Take It Anymore» y «Multi-Track Suggestion»
- Raphael Preston - percusión en «Memories Of Green»